# Вуки, Расс
Ра́сселл «Расс» Ву́ки (англ. Russell "Russ" Wookey; род. 13 марта 1953) — канадский кёрлингист.
В составе мужской сборной Канады участник чемпионата мира 1984 (заняли четвёртое место). Чемпион Канады среди мужчин.
Играл в основном на позиции первого.

## Достижения
- Чемпионат Канады по кёрлингу среди мужчин: золото (1984).

## Команды
| Сезон   | Четвёртый    | Третий        | Второй       | Первый      | Запасной            | Турниры                     |
| ------- | ------------ | ------------- | ------------ | ----------- | ------------------- | --------------------------- |
| 1983—84 | Майк Райли   | Брайан Тэйвз  | Джон Хелстон | Расс Вуки   | Clare DeBlonde (ЧК) | ЧК 1984 · ЧМ 1984 (4 место) |
| 1984—85 | Майк Райли   | Брайан Тэйвз  | Джон Хелстон | Расс Вуки   |                     | [ 3 ]                       |
| 1985—86 | Майк Райли   | Брайан Тэйвз  | Расс Вуки    | Terry Henry | Clare DeBlonde      | ЧК 1986 (5 место)           |
| 1996—97 | Dave Iverson | Greg McGibbon | Russ Hayes   | Расс Вуки   |                     |                             |
| 1998—99 | Brian White  | Lyle Derry    | Russ Hays    | Расс Вуки   |                     |                             |
| 1999—00 | Brian White  | Lyle Derry    | Russ Hays    | Расс Вуки   |                     |                             |

(скипы выделены полужирным шрифтом)